# Metareva flavescens
Metareva flavescens är en fjärilsart som beskrevs av Paul Dognin 1902. Metareva flavescens ingår i släktet Metareva och familjen björnspinnare. Inga underarter finns listade i Catalogue of Life.